# Labtjejaure
Labtjejaure är en sjö i Gällivare kommun i Lappland och ingår i Luleälvens huvudavrinningsområde. Sjön har en area på 6,11 kvadratkilometer och ligger 712,9 meter över havet. Sjön avvattnas av vattendraget Vietasätno (Suntekårtje).

## Delavrinningsområde
Labtjejaure ingår i det delavrinningsområde (754954-154799) som SMHI kallar för Utloppet av Labtjejaure. Medelhöjden är 909 meter över havet och ytan är 101,27 kvadratkilometer. Det finns inga avrinningsområden uppströms utan avrinningsområdet är högsta punkten. Vietasätno (Suntekårtje) som avvattnar avrinningsområdet har biflödesordning 2, vilket innebär att vattnet flödar genom totalt 2 vattendrag innan det når havet efter 404 kilometer. Avrinningsområdet består mestadels av kalfjäll (56 procent). Avrinningsområdet har 14,79 kvadratkilometer vattenytor vilket ger det en sjöprocent på 14,6 procent. Delavrinningsområdet täcks till 27,34 procent av glaciärer, med en yta av 27,7025 kvadratkilometer.